# Instituto Tecnológico de Zacatecas
El Instituto Tecnológico de Zacatecas, cuyas siglas institucionales son ITZ, es una institución pública de educación superior localizada en Zacatecas, Zacatecas, México, creado el 4 de octubre de 1976.

## Historia
El Instituto Tecnológico surge como un proyecto educativo destinado a impulsar el desarrollo industrial del estado y a satisfacer la demanda de mano de obra calificada requerida por otras zonas de la región con mayor desarrollo industrial. La gestación y nacimiento de Instituto ocurre en un periodo muy breve: El decreto para su creación se expide a sólo tres meses del terminó la administración del presidente Luis Echeverría.
Entre los meses de agosto y  septiembre de 1976,  Fernando Pámanes Escobedo, gobernador del estado, recibe la solicitud del Gobierno Federal  para colaborar en la creación del Instituto Tecnológico de Zacatecas y de inmediato otorga las facilidades necesarias que los promotores del proyecto para que actúen a la brevedad.
Mientras tanto, en la Ciudad de México, el director del Sistema Nacional de Institutos Tecnológicos Regionales, Ing. Emiliano Hernández Camargo, designa al contador público Rubén Collazo Moreno para que promocionara  la creación del Instituto Tecnológico Regional de Zacatecas y lo pusiera a funcionar en un término de dos semanas. En los primeros días del  mes de octubre de 1976 todo estaba listo para que el Instituto Tecnológico Regional de Zacatecas entrara en funciones. Prácticamente sin recursos, el Instituto Tecnológico de Zacatecas inicia sus actividades el cuatro de octubre de 1976, con una población de 64 alumnos en el tronco común de las carreras de Ingeniería Industrial en Producción y Licenciatura en Administración de Empresas.
La inauguración de cursos fue en las instalaciones de una institución de educación media superior,  el Centro de Estudios Científicos y Tecnológicos (CECYT) N.º 85, ubicado en el bulevard Adolfo López Mateos. Ahí se ubicó el Instituto por  un periodo aproximado de dos semestres.  Después,  el CECYT  ocupó todas sus aulas y el Tecnológico se trasladó a  la Escuela Primaria Constituyentes.
En las aulas de esta escuela primaria estuvo el Tecnológico de Zacatecas casi un semestre y medio.
Siete meses después de que la Institución iniciara sus actividades académicas,  el Gobierno del Estado de Zacatecas donó un terreno con una superficie de 15.083 hectáreas para la construcción de instalaciones propias, colocándose la primera piedra el 2 de mayo de 1977.

## Oferta Educativa
- Arquitectura
- Licenciatura en Administración
- Ingeniería Electromecánica
- Ingeniería Industrial
- Ingeniería Informática
- Ingeniería en Gestión Empresarial
- Ingeniería en Materiales
- Ingeniería en Sistemas Computacionales

### Maestrías
- Maestría en Administración
- Maestría en Arquitectura
- Maestría en Sistemas Computacionales